# The Ranger and His Horse
The Ranger and His Horse è un cortometraggio muto del 1912 scritto, diretto e interpretato da William Duncan.

## Trama
Una banda di fuorilegge tiene in ostaggio la nipote dello sceriffo il quale, allora, chiede aiuto a un ranger, innamorato della ragazza.

## Produzione
Il film fu prodotto dalla Selig Polyscope Company.

## Distribuzione
Distribuito dalla General Film Company, il film - un cortometraggio di una bobina - uscì nelle sale cinematografiche statunitensi il 10 dicembre 1912. Il 6 marzo 1913, venne distribuito anche nel Regno Unito.